# Żona króla
Żona króla albo Kobieta króla, lub Żona króla – Kobieta szlachetna (tahitański Te arii vahine) – obraz autorstwa Paula Gauguina, namalowany w 1896. Obecnie znajduje się w Muzeum Puszkina w Moskwie.
Obraz nazywany był często Czarną Olimpią, ze względu na podobieństwo do Olimpii Édouarda Maneta. Pozycja kobiety z obrazu przypomina również Odpoczywającą Dianę Cranacha, której fotografię posiadał Gauguin.